# Philophylla superflucta
Philophylla superflucta
 es una especie de insecto del género Philophylla de la familia Tephritidae del orden Diptera. 
Günther Enderlein la describió científicamente por primera vez en el año 1911.